# أمير ذكريا
أمير ذکريا هي قرية في مقاطعة شبستر، إيران. يقدر عدد سكانها بـ 665 نسمة بحسب إحصاء 2016.